# Bon cop de falç
Bon cop de falç. La història de l'himne és un documental produït per Clack, L'Avenç i Grup Enderrock, amb la coproducció de Televisió de Catalunya i La Xarxa, sobre la història d'"Els Segadors", l'himne nacional de Catalunya. El film es basa en el llibre de Jaume Ayats «Els segadors. De cançó eròtica a himne nacional» (L'Avenç, 2011), i està dirigit per Eloi Aymerich, amb guió de Sergi Martí. Les escenes de ficció compten amb l'assessorament d'Esteve Rovira. El documental es va estrenar a TV3 el dia 9 de setembre del 2014

## Argument
El 1892, el músic barceloní Francesc Alió va compondre la cançó "Els Segadors" a partir del text oral sobre els fets de 1640 i de la melodia de la cançó eròtica "Els tres garberets", o tres segadors. La cançó ha perviscut en el temps i, amb diverses modificacions, va esdevenir l'himne nacional de Catalunya el 1993. Combinant escenes de ficció amb actuacions musicals i entrevistes amb especialistes, el documental basteix un retrat tant de l'himne com de la història col·lectiva d'un poble que lluita, prenent com a símbol de la construcció nacional el fet de “cantar junts per sentir que som alguna cosa junts”.

## Repartiment
- Jaume Ayats
- Jordi Fàbregas
- Meritxell Gené
- Miquel Gil
- Esteve Nabona
- Marc Parrot
- Josep Maria Muñoz
- Laila Karrouch
- Joan Manuel Tresserras
- Toni Soler
- Mita Casacuberta
- Jordi Porta
- Joaquim Rabaseda
- Borja de Riquer
- Antoni Ros-Marbà

## Banda sonora
La banda sonora del documental va a càrrec del músic Toni Xuclà. A banda, hi ha quatre actuacions en directe: Jordi Fàbregas interpreta "Els tres garberets", Meritxell Gené "Catalunya comtat gran", i Miquel Gil i el Cor Jove de l'Orfeó Català canten "Els segadors". Durant els títols de crèdit es pot escoltar la interpretació de Rafael Subirachs de "Catalunya comtat gran" a les Sis Hores de Cançó a Canet de Mar l'any 1975.